# Куракин, Алексей Борисович
Князь Алексе́й Бори́сович Кура́кин (19 сентября 1759 — 30 декабря 1829) — российский государственный деятель, действительный тайный советник 1-го класса (1826), который занимал ряд высших постов в царствования Павла I и Александра I. Прямой предок всех последующих князей Куракиных. Сенатор (1796).

## Биография
Младший брат Александра Борисовича Куракина, который воспитывался вместе с цесаревичем Павлом Петровичем (будущим императором Павлом I), и этим родством обязан взлёту своей карьеры на высших государственных должностях, начавшемуся в первые дни павловского правления. В 1775—1776 годах учился в Лейденском университете. В 1777 году получил звание камер-юнкера.
В 1793 году был пожалован камергером, в 1795 году произведён в тайные советники; 4 декабря 1796 года назначен генерал-прокурором; спустя несколько дней, 19 декабря, получил орден Св. Александра Невского и занял пост главного директора Ассигнационного банка. Будучи генерал-прокурором, собрал «уложенную комиссию» — три книги законов уголовных, гражданских и казённых дел, и восстановил при Сенате школу юнкеров из дворян для обучения их правоведению. В 1797 году, 5 апреля, пожалован чином действительного тайного советника, а 19 декабря награждён орденом Андрея Первозванного. Тем не менее попал в немилость императора: 8 августа 1798 года был отставлен от должности генерал-прокурора; назначен сенатором, что означало безусловное понижение, а вскоре полностью отстранён от государственных дел. Его брат Александр также попал в опалу.
Вновь призван на государственную службу Александром I; 4 февраля 1802 года был назначен малороссийским генерал-губернатором. Был в должности около шести лет; за это время провёл канал на реке Остре, заботился о народном образовании и народном здравии. У Алексея Борисовича начал свою карьеру М. М. Сперанский; сначала как личный секретарь Куракина, впоследствии по протекции патрона принятый в Сенатскую канцелярию.
С 1804 года А. Б. Куракин — член Непременного совета; нередко исполнял обязанности председателя.
С 1807 по 28 января 1811 года министр внутренних дел. Находясь на этой должности, устроил Главное правление мануфактур и основал «Северную почту» («Новую Санкт-Петербургскую газету»).
После ухода с поста — вновь в Государственном Совете. С 1821 года председатель департамента государственной экономии Государственного Совета. С 1826 года канцлер российских орденов. Член Верховного уголовного суда над декабристами.
Был похоронен в Преображенской церкви в своём имении «Преображенское» (Куракино, Малоархангельского уезда Орловской губ.), ныне пос. Куракинский Свердловского района Орловской области. Церковь была закрыта властями в 1924 году. В период Второй мировой войны в августе 1943 года церковь (вместе со склепами) были взорвана. В 2018—2019 годах проведены раскопки в усадьбе — было найдено место, где стояла церковь; там же были обнаружены остатки князя Куракина и его золотой медальон. 28 сентября 2019 года состоялось торжественное перезахоронение останков князя Алексея Борисовича и его супруги в часовне рядом с прежним местом захоронения.
По словам барона Гейкинга, князь Куракин был «очень красивый мужчина, блестящие глаза и густые, черные, красиво отчерченные брови, придавали бы его наружности строгое выражение, если бы оно не смягчалось его приветливыми манерами и вежливым тоном речи».

## Награды
- Орден Святой Анны 1-й степени (02.05.1793),
- Орден Святого Владимира 2-й степени (21.04.1794),
- Орден Святого Александра Невского (19.12.1796),
- Бриллиантовые знаки к ордену Святого Александра Невского (04.10.1797),
- Орден Святого Андрея Первозванного (19.12.1797),
- Орден Святого Владимира 1-й степени (30.08.1808).

## Семья
До женитьбы Куракин был влюблен в графиню Екатерину Ивановну Чернышёву (1766—1830), но сватовство к ней окончилось неудачей, её отец граф И. Г. Чернышёв считал невыгодным родниться с князьями Куракиными, неугодными Екатерине II за свою дружбу с великим князем Павлом Петровичем. Позже Чернышёва вышла замуж за красавца полковника Фёдора Фёдоровича Вадковского (1756—1806).
15 февраля 1783 года князь Куракин женился на Наталье Ивановне Головиной (1766—1831), талантливой музыкантше и композиторе, впоследствии статс-даме. Была похоронена рядом с могилой мужа (перезахоронена вместе с ним в специально построенной часовне в 2019 г.). В их браке были дети:
- Борис Алексеевич (1783—1850), крестник императрицы Екатерины II; камергер и сенатор, с 1808 года был женат на княжне Елизавете Борисовне Голицыной (1790—1871), дочери генерал-лейтенанта Б. А. Голицына.
- Константин Алексеевич (20.03.1786— ?), крещен в Исаакиевском соборе, крестник князя Н. В. Репнина и княжны А. Н. Голицыной[10].
- Елена Алексеевна (1787—1869), так же, как и мать, музыкантша и певица; была сначала невестой князя Дмитрия Михайловича Волконского (1770—1835), позднее сенатора, но брак не состоялся, и она вышла замуж за графа Николая Ивановича Зотова (1782—1849). Их младшая дочь Елизавета (1808—1872), фрейлина и статс-дама, была замужем за князем А. И. Чернышёвым.
- Александра Алексеевна (12.02.1788[11]—1819), крещена 15 февраля в Исаакиевском соборе при восприемстве дяди князя А. Б. Куракина и графини Д. П. Салтыковой; фрейлина двора, с 1807 года была замужем за камер-юнкером Николаем Сергеевичем Салтыковым (1786—1849[источник не указан 1142 дня]), несмотря на рождение дочери Натальи (21.02.1809— ?)[12], через два года оставила мужа ради полковника Петра Александровича Чичерина (1778—1848). Он увез её от мужа и не получив развода, женился на ней[13]. Эта история наделала в свете много шума. Князь А. Б. Куракин, до самой своей смерти больше ни разу не упомянул имени своей племянницы. Дети Чичериных, 4 сына и 2 дочери, получили права законных детей по Высочайшему указу в декабре 1819 года, уже после кончины их матери. Она умерла в мае 1819 года и была похоронена в Сергиевой пустыни, близ Петербурга.

В поселке Куракинский в 2017 году появился небольшой музей, посвящённый роду князей Куракиных. В 2018 году в посёлке появился памятник князю Алексею Борисовичу, позже около памятника был разбит сквер, в котором размещены портреты всех Куракиных — владельцев усадьбы «Преображенское».
- Борис Алексеевич,  
сын
- Елизавета Борисовна, невестка
- Елена Алексеевна, дочь
- Елена и Александра, дочери
- Пётр Чичерин, 
зять